# Germano (general de Focas)
Germano (en griego: Γερμανός; ¿?-604) fue un general bizantino que sirvió en los ejércitos del emperador Focas (que reinó del 602 al 610), en los primeros años de la guerra bizantino-sasánida del 602-628.
Germano era probablemente el mismo dux de Fénice que acaudilló el motín militar en Monocarton en la Pascua del 588; los amotinados lo habían elegido jefe y arrebató el mando al general Prisco. Aunque devolvió la disciplina a las tropas y obtuvo con ellas la victoria en Martirópolis sobre los persas, luego fue condenado por su inicial insubordinación. Se le conmutó pronto la pena de muerte, y fue el emperador Mauricio lo recompensó.;
En el 602, poco antes de la rebelión de Focas contra Mauricio, Germano obtuvo el mando de la ciudad mesopotámica de Dara, de gran importancia estratégica. A principios del 603, recibió en ella a Lilio, emisario de Focas que iba de camino a comunicar al rey persa Cosroes II su advenimiento. Por entonces se sabe que a Germano lo atacó uno de sus propios soldados, pero que sobrevivió al ataque y se recuperó pronto de las heridas.
A finales de ese mismo año, Narsés, el general en jefe bizantino de los ejércitos orientales, se alzó contra Focas. No logró el apoyo del grueso de las tropas y se encomendó Germano que lo sitiase en la fortaleza de Edesa, en la que se había refugiado. El rebelde, sin embargo, obtuvo el socorro de Cosroes II, al que había solicitado auxilio y que deseaba recuperar las tierras perdidas a manos de los bizantinos y vengar la muerte de Mauricio, que le había ayudado tiempo atrás, en el 591, a recobrar el trono. El monarca sasánida envió un ejército a Mesopotamia. Germano se enfrentó a él cerca de la ciudad de Constantina; en el choque fue vencido y herido gravemente y pereció pocos días después, en Constantina.